# Joseph Hamerl
Pour les articles homonymes, voir Hamerl.
Joseph Hamerl était un armurier orfèvre et fabriquant d’arme autrichien du XVIIIe siècle. Commençant sa formation à Munich, il établit son atelier à  Vienne (Autriche). Hamerl devient maitre en 1710 et travailla pour la cour de Bavière et pour François Ier (empereur du Saint-Empire). 
Il fabriqua et signa entre autres des arquebuses et des pistolets.

## Postérité
Hamerl est principalement connu par ses armes qui se retrouvent dans plusieurs grandes collections d’Europe et autres.